# Marie Luise Stahl
Marie Luise Stahl (* 25. Dezember 1990 in Halle (Saale)) ist eine deutsche Schauspielerin.

## Leben
Marie Luise Stahl kam 2002 mit dem Film Wie verliebt man seinen Vater? erstmals ins Fernsehen. Ihr nächster Film war der Kinofilm Bibi Blocksberg und das Geheimnis der blauen Eulen (2004), wo sie die Rolle der „Elea“ spielte. In dem Märchenfilm Der Froschkönig (2008) war sie als „Prinzessin Anna“ wieder an der Seite von Sidonie von Krosigk zu sehen.
Von 2012 bis 2016 absolvierte sie ein Schauspiel-Studium an der Filmuniversität Babelsberg Konrad Wolf. Ab 2016 spielte sie im Ensemble des Theaters Rudolstadt.

## Filmografie (Auswahl)
- 2002: Wie verliebt man seinen Vater?
- 2004: Bibi Blocksberg und das Geheimnis der blauen Eulen
- 2005: Der Junge in der Waschmaschine (Kurzfilm)
- 2006: Ein Familienschreck kommt selten allein
- 2006: Unsere zehn Gebote (Fernsehserie, 1 Folge)
- 2007: Wie angelt man sich seine Chefin?
- 2008: Patchwork
- 2008: Der Froschkönig (ARD-Märchenfilmreihe Sechs auf einen Streich)
- 2009: Ein starkes Team – Das große Fressen
- 2009: Im nächsten Leben
- 2009: Wohin mit Vater?
- 2012: Die Vierte Gewalt
- 2015: Dann schien die Sonne (Kurzfilm)
- 2017: Timm Thaler oder das verkaufte Lachen
- 2019: Brecht
- 2019: In aller Freundschaft – Die jungen Ärzte (Fernsehserie, Folge Endspurt)